# بين بلانكنشيب
بين بلانكنشيب (بالإنجليزية: Ben Blankenship)‏ هو عداء المسافات المتوسطة أمريكي، ولد في 15 ديسمبر 1989 في ستيلووتر في الولايات المتحدة.

## وصلات خارجية
- بين بلانكنشيب على موقع الاتحاد الدولي لألعاب القوى (الإنجليزية)
- بين بلانكنشيب على موقع الاتحاد الأمريكي لسباقات المضمار والميدان (الإنجليزية)
- بين بلانكنشيب على موقع الدوري الماسي (الإنجليزية)
- بين بلانكنشيب على موقع TFRRS.org (الإنجليزية)
- بين بلانكنشيب على موقع أوليمبيديا (الإنجليزية)
- بين بلانكنشيب على موقع اللجنة الأولمبية والبارالمبية الأمريكية (الإنجليزية)